# Ricardo Bernal
Ricardo Bernal (Città del Messico, 30 marzo 1970) è un tenore messicano.

## Biografia
Tenore lirico con sede a Barcellona. Nato a Città del Messico, ha iniziato lo studio del canto all'età di 16 anni presso il Conservatorio Nacional de Música con il soprano Irma González e insegnante di canto Enrique Jaso. Dopo il suo debutto al Palacio de Bellas Artes di Città del Messico nel ruolo del Conte di Almaviva ne Il barbiere di Siviglia di Gioachino Rossini, ottiene il Primo Premio al concorso Pacific Voices di San Francisco (California) e frequenta l'Opera Studio della San Francisco Opera (Merola Opera Program), dove debutta col ruolo di Fenton in Falstaff di Verdi e in Die Fledermaus di Strauss, interpretando questi ruoli nelle città più importanti degli Stati Uniti d'America.
Successivamente canta il ruolo di Nemorino ne L'elisir d'amore di Gaetano Donizetti in tournée negli U.S.A. Ottiene il Primo Premio al concorso "Kaffe Peters" di Vienna e nel 1994 al Concorso Nazionale "Operalia" in Messico, realizzato da Plácido Domingo solo con cantanti messicani, per affermarsi, l'anno seguente, all' "Operalia" Internazionale di Vienna. Nel 1997, su suggerimento di Plácido Domingo, entra nell'Ensemble del Teatro di Zurigo (Svizzera) e dal 1998 al 2001 rimane fisso nei Teatri di Bonn, Treviri e Saarbrücken (Germania), svolgendo un'intensa attività e cantando numerosi ruoli del suo repertorio. Nello stesso periodo è invitato a cantare in altre città tedesche: Konstanz (La Cenerentola), Dessau (Carmina Burana), Berlino (Stabat Mater di G.Rossini) e il ruolo di Tony nel musical West Side Story in tournée in Germania. Al Covent Garden di Londra è stato chiamato per il ruolo di Rodrigo in Otello di G. Rossini, portato poi in tournée in Danimarca. Si è presentato al Festival Rossini in Wildbad con Matilde di Shabran. In Spagna ha cantato ne La Bohème (Rodolfo) al Teatro Real (Madrid), I Capuleti e i Montecchi di Bellini (Tebaldo) a Tenerife e Las Palmas de Gran Canaria e la zarzuela Doña Francisquita di A. Vives a Valencia, Madrid e Barcellona.
In Italia ha interpretato Il Crociato in Egitto (Adriano di Montfort) di Meyerbeer al Teatro La Fenice di Venezia e il cantante italiano in Der Rosenkavalier al Teatro Carlo Felice di Genova e Thaïs (Nicias) accanto al soprano Inva Mula a Las Palmas (Spagna).
A febbraio 2009, ha interpretato a Marsiglia il Requiem di Verdi, diretto da Pinchas Steinberg con Dolora Zajick, Adine Aaron, Carlo Colombara ed è stato poi scritturato per cantare Rodolfo ne La bohème. Nel marzo 2010 ha cantato nella Maria Stuarda e ne La vedova allegra al Teatro San Carlo di Napoli; successivamente è stato Alfredo ne La traviata a Bari.

## Repertorio

### Opera
- Giacomo Puccini
  - La bohème – Rodolfo
  - Gianni Schicchi - Rinuccio
  - Madama Butterfly - Pinkerton
- Vincenzo Bellini
  - I Capuleti e i Montecchi - Tebaldo
  - I puritani - Arturo
- Giuseppe Verdi
  - Rigoletto - Duque de Mantua
  - Traviata - Rodolfo
  - Un ballo in maschera - Riccardo
- Gaetano Donizetti
  - L'elisir d'amore – Nemorino
  - Lucia di Lammermoor - Sir Edgardo de Ravenswood
  - Maria Stuarda – Leicester
- Gioachino Rossini
  - Otello – Otello
  - Guglielmo Tell – Arnold
- Manuel Penella Moreno
  - El gato montés - Rafael Ruiz
  - Don Gil de Alcalá - Don Gil de Alcalá
- Emilio Arrieta
  - Marina - Jorge
- Richard Strauss
  - Der Rosenkavalier - Cantante italiano
- Wolfgang Amadeus Mozart
  - Die Zauberflöte - Tamino
  - Don Giovanni - Don Ottavio

### Operetta
- Federico Moreno Torroba
  - Luisa Fernanda - Aníbal
- Amadeo Vives
  - Doña Francisquita - Fernando
- Pablo Sorozábal
  - La tabernera del puerto - Leandro
  - La eterna canción – Montilla

## Discografia
- Carmina Burana di C. Orff (Messico)
- Matilde di Shabran di G. Rossini (Germania)
- Gala Latina: Pópera (Spagna)
- Goyescas di Granados (Francia)